# شون ويليام سكوت
شون وليام سكوت (بالإنجليزية: Seann William Scott)‏ هو ممثل أمريكي يعرف بدوره ستيف ستيفلر في سلسلة أفلام american pie كما يعرف بدوره بو دوق في ذا دوكس اوف هازرد

## ولادته
هو الأخ الأصغر لسبعة أخوة ولد لأب يعمل عامل مصنع ولأم ربة منزل لقد أراد أن يكون ممثل بعد أن كان يعمل في دار سينما محلية ويشاهد الأفلام التي تعرض وبعد تخرجه من المدرسة الثانوية أنتقل إلى لوس أنجلوس حيث تم أكتشاف موهبته في أثناء مسابقة لأكتشاف المواهب
He is a very nice chap and he enjoys snorkelling.

## مهنته
كان أول دور له في مسلسل تليفزيونى يدعى أيروسميث ثم ظهر بعد ذلك في Chad's World وظهر بعد ذلك في american pie وأجزائه التالية ثم أتبعه بـ Final Destination ويا رجل، أين سيارتي؟
ثم ظهر عودة جاي وبوب الصامت يليها المتهدم ثم مدرسة قديمة ثم العصر الجليدي: الذوبان
وأشتهر بأدواره الكوميدية في معظم أعماله

## أفلامه
بعض أفلامه:
| الفيلم                         | العام |
| ------------------------------ | ----- |
| American Pie                   | 1999  |
| Final Destination              | 2000  |
| Road Trip                      | 2000  |
| Dude, Where's My Car           | 2000  |
| Evolution                      | 2001  |
| Jay and Silent Bob Strike Back | 2001  |
| American Pie 2                 | 2001  |
| The Rundown                    | 2003  |
| Old School                     | 2003  |
| Bulletproof Monk               | 2003  |
| American Wedding               | 2003  |
| The Dukes of Hazzard           | 2005  |
| Ice Age 2: The Meltdown        | 2006  |
| Mr. Woodcock                   | 2007  |
| Southland Tales                | 2007  |

## وصلات خارجية
- شون ويليام سكوت على موقع IMDb (الإنجليزية)
- شون ويليام سكوت على موقع ميتاكريتيك (الإنجليزية)
- شون ويليام سكوت على موقع روتن توميتوز (الإنجليزية)
- شون ويليام سكوت على موقع قاعدة بيانات الأفلام العربية
- شون ويليام سكوت على موقع ألو سيني (الفرنسية)
- شون ويليام سكوت على موقع ميوزك برينز (الإنجليزية)
- شون ويليام سكوت على موقع أول موفي (الإنجليزية)
- شون ويليام سكوت على موقع قاعدة بيانات الأفلام السويدية (السويدية)
- شون ويليام سكوت على موقع إن إن دي بي (الإنجليزية)
- شون ويليام سكوت على موقع قاعدة بيانات الفيلم (الإنجليزية)
- صفحته على IMDB